# NGC 4214
NGC 4214 (другие обозначения — NGC 4228, ZWG 187.32, UGC 7278, KUG 1213+366, MCG 6-27-42, IRAS12131+3636, PGC 39225) — галактика в созвездии Гончие Псы.
Этот объект занесён в новый общий каталог несколько раз, с обозначениями NGC 4214, NGC 4228.
Этот объект входит в число перечисленных в оригинальной редакции «Нового общего каталога».
В галактике вспыхнула сверхновая SN 1954A типа Ib. Её пиковая видимая звёздная величина составила 9,8.
Галактика NGC 4214 входит в состав группы галактик NGC 4214. Помимо NGC 4214 в группу также входят NGC 4163, NGC 4190 и NGC 4244.